# Berrahal
Berrahal är en ort i Algeriet.   Den ligger i provinsen Annaba, i den norra delen av landet, 400 km öster om huvudstaden Alger. Berrahal ligger 30 meter över havet och antalet invånare är 19 294.
Terrängen runt Berrahal är platt åt sydväst, men åt nordost är den kuperad. Runt Berrahal är det tätbefolkat, med 476 invånare per kvadratkilometer. Det finns inga andra samhällen i närheten. Trakten runt Berrahal består huvudsakligen av våtmarker.